# Butiral de polivinilo
El butiral de polivinilo, también conocido simplemente como Butiral (PVB), es un compuesto químico resultado de mezclar alcohol de polivinilo (PVA) con butiraldehído. El material resultante es un polímero de gran adherencia y durabilidad, utilizado principalmente en la industria del vidrio.

## Historia
Este material fue desarrollado por la empresa DuPont en 1938, y desde entonces se han comercializado en Colombia a un número creciente de opciones: láminas más transparentes, coloreadas, opacas, traslúcidas o estampadas. Este compuesto jugó un papel determinante en el desarrollo de la industria del vidrio, pues permitió la creación de los vidrios laminados.

## Aplicaciones
El butiral de polivinilo se utiliza como una lámina que, gracias a sus propiedades de adherencia y transparencia, es idónea para la unión de hojas de vidrio. Permite la transmisión de esfuerzos entre los vidrios, absorbiendo la energía derivada de la propagación de la grieta y uniéndolos como uno solo, aunque el propio material carece de resistencia mecánica elevada. La lámina de butiral se utiliza para impedir el desprendimiento de fragmentos de vidrio si se produce una rotura, por lo que se emplea en vidrios frontales de vehículos y en vidrios que puedan presentar riesgo para las personas como lo son los empleados en edificación tales como ventanas, lucernarios, escaparates.

## Producción
Como se ha mencionado con anterioridad el PVB se produce mediante la reacción del alcohol de polivinilo o polivinilalcohol (PVA) con el butiraldehido. Algunos de los principales productores de PVB son:
- Sekisui (Kioto, Japón)  con el nombre "S-Lec" PVB para filmes y resinas en polvo.
- DuPont (Wilmington, Delaware, EE.UU)  bajo el nombre comercial de "Butacite" PVB.
- Solutia (San Luis, Misuri, EE.UU)  bajo el nombre de "Saflex" PVB.
- Kuraray Europe GmbH (Frankfurt, Alemania, Europa)  bajo el nombre comercial de "Mowital-Pioloform" resinas en polvo y bajo el nombre comercial de "Trosifol" films de PVB.